# Mémorial des soldats morts lors de la prise de Kazan en 1552
Le mémorial des soldats morts lors de la prise de Kazan en 1552 (en russe : Храм-памятник воинам, павшим при взятии Казани в 1552 году) et église-mémorial de la Sainte-Face-du-Sauveur (en russe : Храм-памятник в честь Нерукотворе́нного Образа Спасителя) est un édifice religieux construit en pierre au XIXe siècle à Kazan, en Russie, à la mémoire des soldats morts lors de la prise de Kazan par les troupes du tsar Ivan le Terrible. C'est un des plus anciens monuments mémoriaux de Russie.

## Histoire
La construction de ce mémorial a débuté le 29 juin 1813 et s'est achevée le 30 août 1823. L'architecte russo-ukrainien en est Nikolaï Alfiorov (1777-1842). Le style est classique. Il est inscrit à  a liste de l'héritage culturel de Russie sous le n° 1610035000.  

Vers 1550, une icône a été réalisée à la demande d'Ivan le Terrible pour consacrer le même évènement de la prise de Kazan. Elle est exposée à la galerie Tretiakov à Moscou.

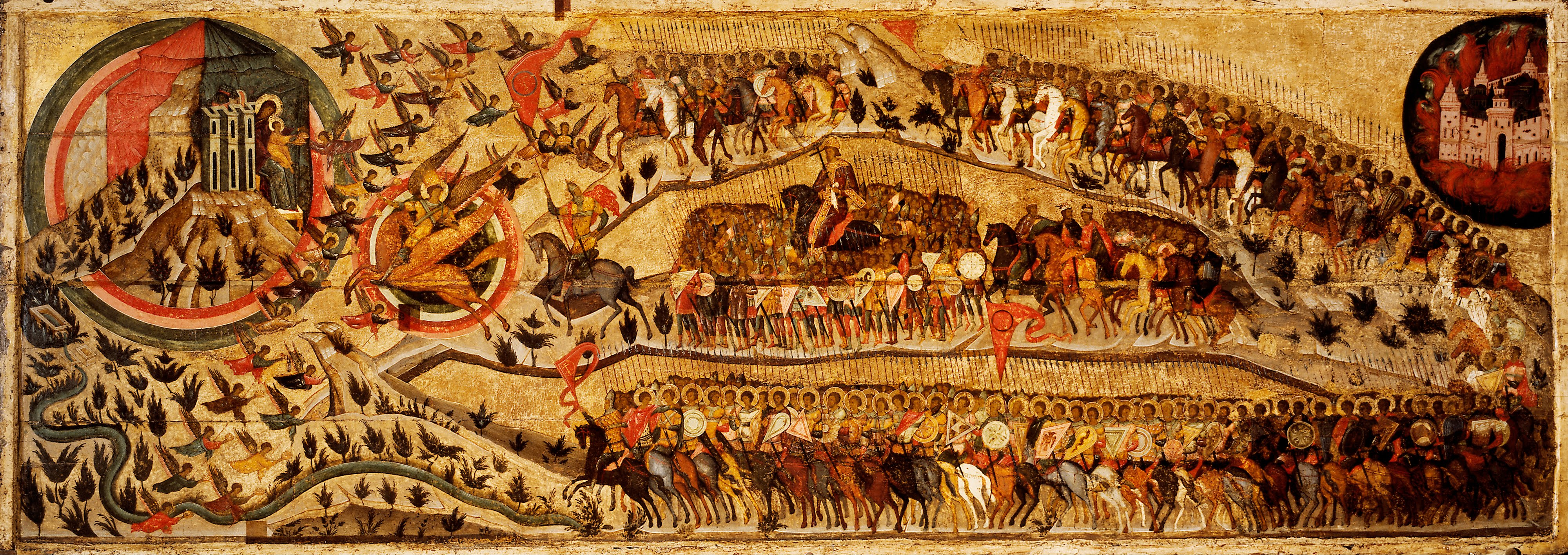
Bénis soient les guerriers du Roi des cieux - vers 1550 - Google Art Project